# Besluit 687
Besluit 687 is een spionageroman van auteur Gérard de Villiers en is het 121e deel uit de S.A.S.-reeks met als protagonist de Oostenrijkse prins en freelance CIA-agent Malko Linge.

## Het verhaal
Resolutie 687 van de Veiligheidsraad van de Verenigde Naties onderwerpt Irak aan een strikt embargo. Een Poolse diplomaat komt om het leven bij een bizar auto-ongeluk op de weg tussen Amman en Bagdad.
De diplomaat had kort daarvoor gerapporteerd over een mysterieuze geluidscassette die vanuit Irak naar Jordanië was gesmokkeld.
Naar verluidt was op de Compact cassette een gesprek te beluisteren tussen Saddam Hoessein en zijn schoonzoon Hoessein Kemal. Kemal was de voormalige directeur van het Iraakse nucleaire wapenprogramma maar was inmiddels Irak ontvlucht naar Jordanië en had politiek asiel aangevraagd.
Malko wordt door de CIA aangewezen om de geluidscassette te bemachtigen.

## Personages
- Malko Linge, Oostenrijkse prins en CIA-agent.